# Selo pri Ihanu
Selo pri Ihanu este o localitate din comuna Domžale, Slovenia, cu o populație de 264 de locuitori.